# Islam Satpajev
Islam Nazargozhayevich Satpayev (født 21. september 1998) er en kasakhisk sportsskytte.  
Han vandt bronzemedaljen ved Sommer-OL 2024 i den blandede 10 meter luftriffel.